# Dinematocricus lombokensis
Dinematocricus lombokensis är en mångfotingart som först beskrevs av Carl.  Dinematocricus lombokensis ingår i släktet Dinematocricus och familjen Rhinocricidae. Inga underarter finns listade i Catalogue of Life.